# Alfred Wevers
Ernst Alfred Oskar Wevers (* 20. Juni 1875 in Gerresheim; † 31. März 1932 in Worms) war ein deutscher Jurist und von 1908 bis 1920 Bürgermeister der Stadt Worms.

## Wahl zum Bürgermeister
Der 1875 in Gerresheim geborene Jurist war zuvor zweiter Bürgermeister der holsteinischen Stadt Itzehoe. 1903 wurde Wevers unter 22 Mitbewerbern als Nachfolger von Gustav Kayser gewählt, der nach Bad Nauheim ging. Wevers war, wie sein Vorgesetzter, der Oberbürgermeister Heinrich Köhler, politisch Nationalliberal eingestellt und evangelischer Konfession.

## Amtszeit als Beigeordneter und Bürgermeister
Wevers trat seine Stelle als besoldeter Beigeordneter an, jedoch wurde ihm aufgrund seiner Leistungen und seiner juristischen Qualifikation 1908 durch den Großherzog Ernst Ludwig der Charakter des Bürgermeisters verliehen; dies auch vor dem Hintergrund, ihn in Worms halten zu wollen.
Wevers Wirken in Worms war zunächst von allgemeinen Verwaltungsaufgaben geprägt; die wirklich wichtigen Dinge entschied Köhler in seiner Funktion als Oberbürgermeister. Ab 1915 kam es jedoch zu Streitigkeiten, als Köhler mit Entscheidungen Wevers, die nicht mit ihm abgestimmt waren, in Streit geriet. Im Laufe des Ersten Weltkriegs gipfelten die Auseinandersetzungen in einem tiefen Zerwürfnis zwischen Köhler und Wevers.
Im Rahmen des Ende des Ersten Weltkriegs bildete sich am 9. November 1918 der „Arbeiter- und Soldatenrat“, unter dessen Vorstand Albert Schulte Köhler seines Amtes als Oberbürgermeister der Stadt Worms enthoben wurde. Wie in den meisten anderen deutschen Städten verlief die Amtsenthebung gewaltfrei. Wevers übernahm ab diesem Zeitpunkt die Amtsgeschäfte seines Vorgesetzten Köhler.

## Nach der Amtszeit

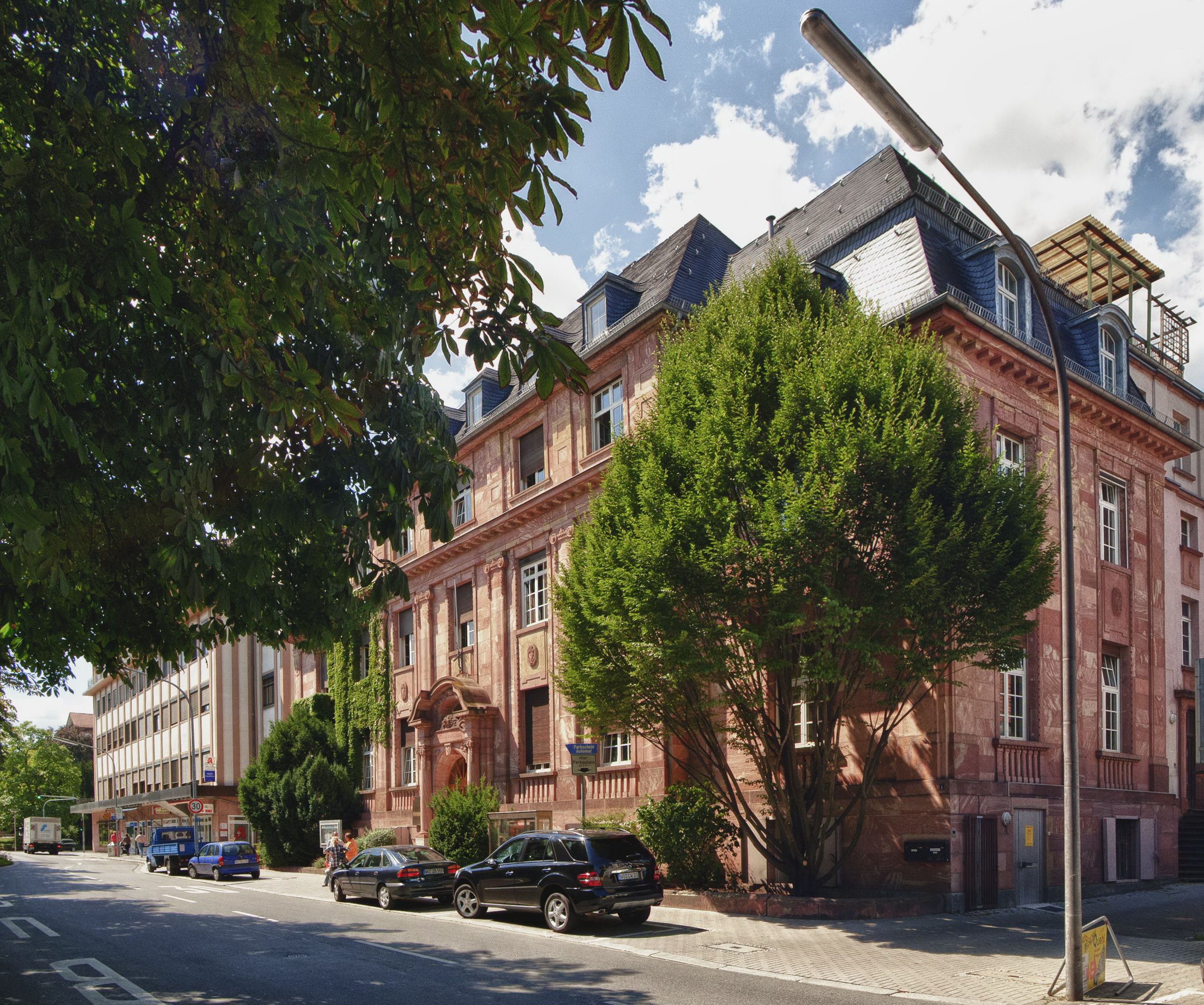
Das Sparkassengebäude

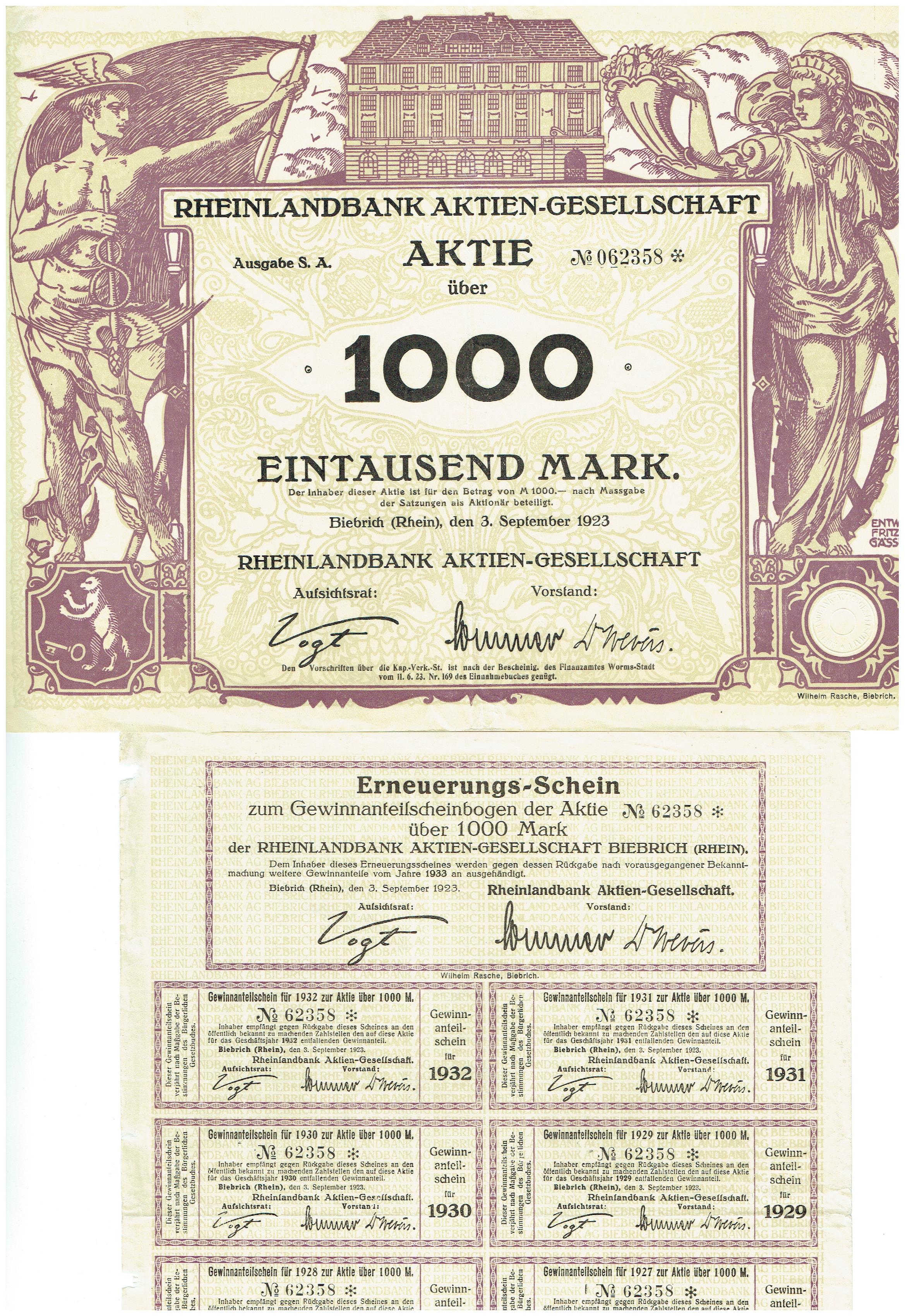
Aktie der Rheinlandbank AG vom 3. September 1923 mit Unterschrift von Vorstand Alfred Wevers

Unter Wevers Vorsitz wurde von dem 1888/1889 gegründeten „Wormser Verein zur Gesundheitspflege armer und kränklicher Schulkinder“ im Jahr 1910 das Schullandheim „Hoher Darsberg“ gegründet. Ab diesem Zeitpunkt fanden etwa 60 Schulkinder jedes Jahr dort eine Möglichkeit, sich zu erholen und wieder gesund zu werden. Getragen wurde das Schullandheim von Wormser Unternehmern und von finanziellen Zuwendungen seitens der Stadt Worms.
Wevers eröffnete in Zusammenarbeit mit Köhler das neue Sparkassengebäude. Er beendete die Eröffnungsfeierlichkeiten mit den Worten: „Hochgebaut und tiefgegründet stehe dieses Haus auf dem Fundament der Heimatliebe und des Bürgersinns, gestützt werde es von dem Eckpfeiler des Vertrauens und der Achtung: Das schirmende Dach seien Redlichkeit und Treue. Als Hausgeist aber möge in ihm Schaffensfreude und Pflichterfüllung walten, damit vom First des Hauses weiterhin das Wort leuchte, das wir über unsere Eingangspforte geschrieben haben: Arbeit ist des Bürgers Zierde, Segen ist der Mühe Preis!“.
Die genannte Hausinschrift ist nicht mehr vorhanden. Das mittlerweile unter Denkmalschutz stehende Gebäude beherbergt heute Teile der Stadtverwaltung.
Wevers legte in Folge der Streitigkeiten mit Köhler noch vor Ende seiner Amtszeit sein Mandat 1920 nieder, wohnte jedoch weiterhin im unter seiner Ägide errichteten Gebäude der Sparkasse in der Moltkeanlage, dem heutigen Adenauerring. Als zugelassener Rechtsanwalt arbeitete Wevers des Weiteren als Aufsichtsratsvorsitzender der 1919 gegründeten „Wormser Kreditanstalt Aktiengesellschaft“, die in den Folgejahren in die „Rheinlandbank in Bieberich am Rhein“ überging.
Ernst Alfred Oskar Wevers starb am 31. März 1932 in Worms.